# McLaren Speedtail
La McLaren Speedtail è una vettura sportiva ibrida prodotta dalla casa automobilistica britannica McLaren Automotive.
La Speedtail è la quarta vettura della famiglia McLaren Ultimate Series, dopo la Senna, la P1 e la F1. La Speedtail è stata presentata il 26 ottobre 2018. La produzione è prevista in tiratura limitata a 106 esemplari.

## Specifiche

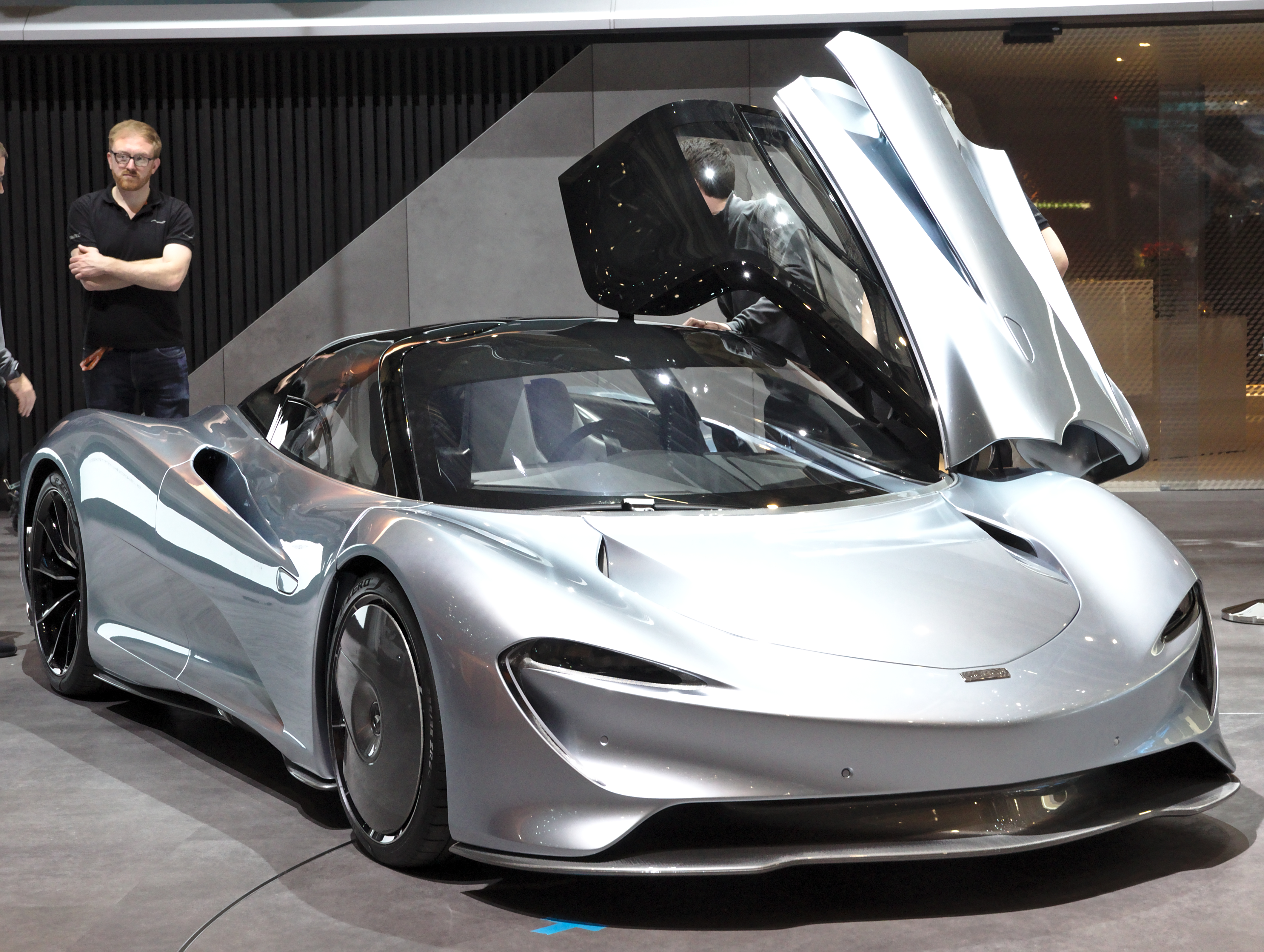
Il prototipo presentato a Ginevra 2019

La Speedtail monta un 4,0 litri M840T V8 biturbo abbinato a un sistema ibrido che genera complessivamente 1036 CV. La Speedtail utilizza una monoscocca in fibra di carbonio, con una configurazione dell'abitacolo a tre posti che riprende quello della F1 con il sedile guida in posizione centrale e quelli dei passeggeri integrati nel telaio, nonché le porte con apertura ad ali di farfalla come gli altri modelli della McLaren. Gli interni sono realizzati da Poltrona Frau.
La McLaren dichiara una velocità massima di 402,3 km/h e un'accelerazione da 0 a 299 km/h in 12,8 secondi.

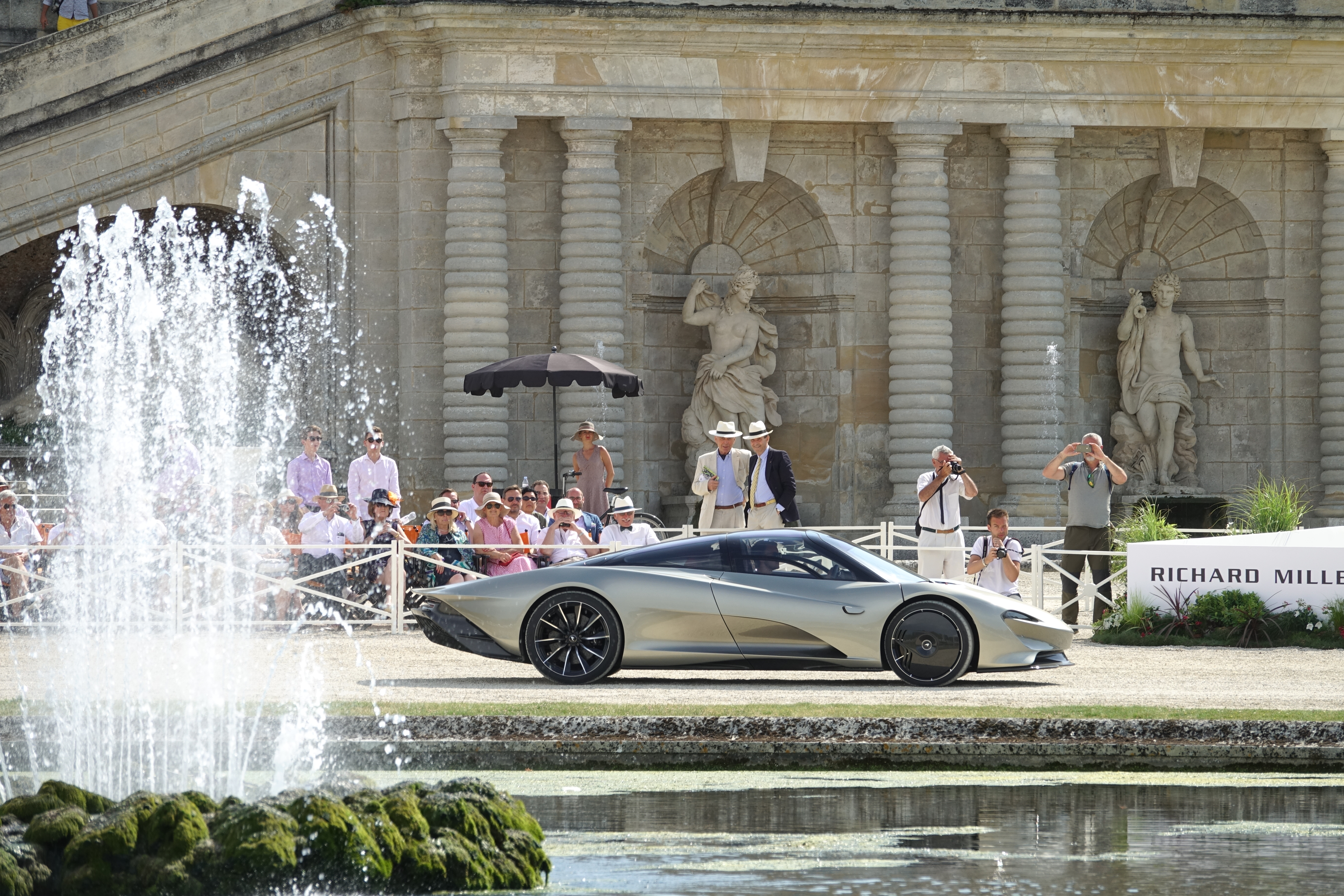
Vista laterale

La Speedtail è dotata di un vetro elettrocromico, che si oscura premendo un pulsante, eliminando le alette parasole. Non presenta specchietti retrovisori esterni, ma utilizza telecamere montate sulle portiere anteriori che si aprono quando si accende il motore e si ritraggono quando viene attivata la "modalità velocità", in modo tale da ridurre la resistenza aerodinamica. Le ruote anteriori sono dotate di cerchi con delle carenature in fibra di carbonio per ridurre ulteriormente la resistenza dell'aria. All'esterno, presenta alettoni posteriori attivi ad azionamento idraulico che sono costruiti in fibra di carbonio flessibile.
La McLaren prevede di costruire 106 esemplari della Speedtail, che sono già stati tutti venduti. A causa di alcune soluzioni tecniche, come l'uso di telecamere al posto degli specchietti laterali e l'assenza di airbag laterali, la Speedtail non è propriamente legale secondo le norme omologative degli Stati Uniti.